# 艾哈迈德·基雷奇契
艾哈迈德·基雷奇契（土耳其語：Ahmet Kireççi，1914年10月27日—1979年8月17日），土耳其男子摔跤运动员。他曾代表土耳其参加1936年和1948年夏季奥林匹克运动会摔跤比赛，获得一枚金牌和一枚铜牌。